# 채널S 플러스
채널S 플러스(Channel S Plus)는 SK브로드밴드의 자회사 미디어에스 주식회사에서 운영하는 채널로 2021년 4월 8일부터 서비스를 시작했다.

## 연혁
- 2021년 4월 8일 - B tv 신규 런칭 시작.
- 2021년 11월 16일 - U+ TV 신규 런칭 시작.
- 2022년 6월 1일 - 채널S 동네방네에서 채널S 플러스로 채널명 변경.
- 2022년 10월 25일 - B tv에서 채널S 플러스의 채널 번호가 66번에서 52번으로 변경.
- 2022년 12월 15일 - U+ TV에서 채널S 플러스의 채널 번호가 193번에서 94번으로 변경.
- 2024년 2월 28일 - 지니 TV 신규 런칭 시작.

## 주요 프로그램
- 누워서 세계일주 다시갈 지도
- 연애도사 2
- 진격의 할매
- 일꾼의 탄생
- 우리 갑순이
- 노포의 영업비밀
- 서울촌놈
- 현지에서 먹힐까?
- 박원숙의 같이 삽시다
- 나만 믿고 따라와, 도시어부 2
- 김영철의 동네 한 바퀴
- 한국인의 밥상
- 갬성 캠핑 그 섬에 가봤니?
- 감성과 캠핑사이
- 단골식당
- 당신을 만나러 갑니다
- 시장 한끼
- 따뜻한 밥한끼 어때?

## 같이 보기
- 채널S